# 2343 Siding Spring
2343 Siding Spring è un asteroide della fascia principale. Scoperto nel 1979, presenta un'orbita caratterizzata da un semiasse maggiore pari a 2,3345683 au e da un'eccentricità di 0,2545502, inclinata di 1,76868° rispetto all'eclittica.
Dal 1º marzo al 1º giugno 1981, quando 2355 Nei Monggol ricevette la denominazione ufficiale, è stato l'asteroide denominato con il più alto numero ordinale. Prima della sua denominazione, il primato era di 2335 James.
L'asteroide è dedicato all'omonima località australiana.
Nel 2015 ne è stata ipotizzata la probabile natura binaria, senza tuttavia assegnare un nome pur provvisorio al satellite. Le due componenti del sistema, distanti tra loro 7 km, avrebbero dimensioni di circa 5,11 km e 970 m. Il satellite orbiterebbe attorno al corpo principale in 11,79 ore.